# 131st Bomb Wing
Il 131st Bomb Wing è uno Stormo associato della Missouri Air National Guard. Riporta direttamente all'Air Force Global Strike Command quando attivato per il servizio federale. Il suo quartier generale è situato presso la Whiteman Air Force Base, Missouri.

## Missione
Lo stormo non dispone di propri velivoli ma è associato al 509th Bomb Wing, al quale fornisce personale di supporto per l'addestramento e la manutenzione per i suoi B-2A.

## Organizzazione
Attualmente, al settembre 2017, esso controlla:
- 131st Operations Group
  - 131st Operations Support Flight
  -  110th Bomb Squadron
  - Detachment 1, Cannon Range, Fort Leonard Wood, Missouri
- 131st Maintenance Group
  - 131st Aircraft Maintenance Squadron
  - 131st Maintenance Squadron
  - 131st Maintenance Operations Flight
- 131st Mission Support Group
  - 131st Mission Support Contracting
  - 131st Civil Engineer Squadron
  - 131st Communications Flight
  - 131st Logistics Readiness Squadron
  - 131st Force Support Squadron
  - 231st Civil Engineer Flight
- 131st Medical Group
  - 131st Environmental Management
- 239th Combat Communications Squadron, Jefferson Barracks Air National Guard Station, Missouri
L'unità è affiancata al 613th Air Operations Center, Pacific Air Forces